# Dan Zimmermann
Dan Zimmermann (Norimberga, 30 ottobre 1966) è un batterista tedesco.
Noto principalmente per la sua militanza nel gruppo power metal Gamma Ray (1997/2012), è stato anche cofondatore dei Freedom Call insieme a Chris Bay (1998/2010).
Nei suoi 15 anni di attività nel settore professionistico non ha disdegnato partecipazioni ad altre produzioni (Iron Savior per esempio).
Batterista molto potente e preciso, velocista specializzato nell'uso della doppia cassa, Zimmerman è uno dei pochi batteristi power metal che non utilizza trigger.

## Discografia

### Gamma Ray
- 1997 - Somewhere Out in Space
- 1999 - Powerplant
- 2001 - No World Order
- 2003 - Skeleton In The Closet (live)
- 2005 - Majestic
- 2007 - Land of the Free II
- 2008 - Hell Yeah !!! The Awesome Four - Live in Montreal (live)
- 2010 - To the Metal
- 2012 - Skeletons & Majesties Live

### Freedom Call
- 1999 - Stairway to Fairyland
- 2001 - Crystal Empire
- 2002 - Eternity
- 2005 - The Circle of Life
- 2007 - Dimensions
- 2010 - Legend of the Shadowking

### Altre partecipazioni
- 1995 - Lanzer: Under a Different Sun
- 1997 - Hirsch und Palatzky: Saitenfeuer
- 1999 - Iron Savior: Unification
- 1999 - Lenny Wolf: Lenny Wolf